# Мемориал Макара Мазая
Мемориал Макара Мазая (Международный турнир по боксу памяти Макара Мазая) — ежегодный международный турнир по боксу класса «А», проводится в Мариуполе в память известного сталевара Макара Мазая, самый старый из всех турниров по боксу, проводящихся в странах бывшего Советского Союза. Место проведения — спорткомплекс «Ильичёвец».

## История
Впервые турнир проводился в 1967 году по инициативе Михаила Завьялова. Соревнования пользовались большой популярностью у сильнейших боксеров СССР. За победу в турнире присваивалось звание мастера спорта СССР. 

В первые годы независимости Украины интерес к нему постепенно угас, однако в 2006 году, благодаря организационной и спонсорской поддержке со стороны ОАО «ММК имени Ильича», мемориал стал международным и получил категорию «А».

## Интересные факты
В 1993 году Виталию Кличко за победу в Мемориале было присвоено звание мастера спорта международного значения, а его брат Владимир Кличко на этом же турнире провёл свой первый бой во взрослой возрастной группе.